# Rumeliana Bontxeva
Rumeliana Bontxeva (búlgar: Румеляна Бончева Стефанова)  (Varna, 25 d'abril de 1957) és una remadora búlgara, ja retirada, que va competir durant la dècada de 1970.
El 1980 va prendre part en els Jocs Olímpics d'Estiu de Moscou, on va guanyar la medalla de bronze en la prova del quàdruple scull amb timoner del programa de rem. Formà equip amb Mariana Serbezova, Dolores Nakova, Anka Bakova i Anka Gheorghieva.
En el seu palmarès també destaquen tres medalles al Campionat del món de rem, d'or el 1978, de plata el 1979 i de bronze el 1977, sempre en el quàdruple scull amb timoner.